# Božena Valužienė
Božena Valužienė (pol. Bożena Wałuziene; ur. 17 lutego 1939 w Wilnie) – polska chemiczka mieszkającą na Litwie, działaczka polityczna i społeczna. 

## Życiorys
Studiowała na Wydziale Chemicznym Uniwersytetu Wileńskiego, tam też obroniła doktorat uzyskując stopień doktora nauk przyrodniczych. Pracowała na stanowisku dyrektora w Centrum Nauki i Technologii Envestat (Higienos Institutas, UAB „Envestat”, Termoizolacjos Institutas), posiada zarejestrowanych kilka patentów z dziedziny chemii m.in. zastosowanie tlenku magnezu w otrzymywaniu paliw płynnych wolnych od siarki. Jest członkiem Stowarzyszenia Naukowców Polaków Litwy oraz Polskiego Towarzystwa Naukowego na Obczyźnie. Jako działaczka Litewskiej Demokratycznej Partii Pracy kandydowała w 1995 r. do samorządu lokalnego w Wilnie.